# Élection du président de la Confédération suisse de 2007
 (septembre 2021).
L'élection du président de la Confédération suisse de 2007, est un scrutin au suffrage indirect visant à élire le président de la Confédération suisse pour l'année 2008.
Le 12 décembre 2007, Pascal Couchepin (PRD) est élu président avec 197 voix sur les 246 membres de l'assemblée fédérale.

## Déroulement

### Processus électoral
Le président de la Confédération est élu par l'Assemblée fédérale, réunissant le Conseil national et le Conseil des États, parmi les membres du Conseil fédéral le deuxième mercredi de la session d'hiver.
Son mandat dure un an et correspond à l'année civile (du 1er janvier au 31 décembre). Il n'est pas immédiatement rééligible, y compris à la vice-présidence du Conseil fédéral, mais peut remplir plusieurs mandats non successifs,.

### Élection
Le 12 décembre 2007, avec 197 voix, Pascal Couchepin, du Parti radical-démocratique (PRD), est élu président de la Confédération pour l'année 2008. Il succède à la présidente sortante Micheline Calmy-Rey, du Parti socialiste.   
Moritz Leuenberger du Parti socialiste et Christoph Blocher de l'UDC obtiennent également plusieurs voix.     